# اندیس کوه چشمه زربی۲
کوه چشمه زربی۲ یک اندیس فلزی است که در حوالی شهر قائن استان خراسان قرار دارد و مادهٔ معدنی موجود در آن، منیزیت است.  